# Italie au Concours Eurovision de la chanson 1963
L'Italie a participé au Concours Eurovision de la chanson 1963, alors appelé le « Grand prix Eurovision de la chanson européenne 1963 », à Londres, au Royaume-Uni. C'est la 8e participation italienne au Concours Eurovision de la chanson.
Le pays est représenté par Emilio Pericoli et la chanson Uno per tutte, sélectionnés par la Radio-télévision italienne au moyen du Festival de Sanremo.

## Sélection

### Festival de Sanremo 1963
Le radiodiffuseur italien, la Radiotelevisione Italiana (RAI, « Radio-télévision italienne »), sélectionne l'artiste et la chanson représentant l'Italie au Concours Eurovision de la chanson 1963 à travers la 13e édition du Festival de Sanremo,,.
Le festival de Sanremo 1963, présenté par Mike Bongiorno avec Edy Campagnoli (it), Maria Giovannini (it), Rossana Armani et Giuliana Copreni, a eu lieu du 7 au 8 février, pour les demi-finales, et le 9 février 1963, pour la finale, au Casino de Sanremo, dans la ville de Sanremo. Les chansons sont toutes interprétées en italien, langue nationale de l'Italie.
Parmi les participants au festival de Sanremo de 1963, certains ont déjà concouru ou concourront à une édition de l'Eurovision pour représenter l'Italie : Tonina Torrielli en 1956 ; Claudio Villa en 1962 et 1967.
Lors de cette sélection, c'est Emilio Pericoli et la chanson Uno per tutte — chanson dont Emilio Pericoli est le 2e interprète lors du festival de Sanremo, le 1er interprète étant Tony Renis, qui est également le compositeur de cette chanson sur des paroles de Mogol et Alberto Testa (it) —, qui furent choisis.

#### Demi-finale -1resoirée
Les chansons sont classées par titre, l'ordre des interprétations n'étant pas connu.
| Ordre | 1er interprète       | 2e interprète          | Chanson                | Traduction                        |
| ----- | -------------------- | ---------------------- | ---------------------- | --------------------------------- |
|       | Joe Sentieri         | Johnny Dorelli         | Fermate il mondo       | Arrêtez le monde                  |
|       | Ennio Sangiusto (it) | Luciano Tajoli         | Le voci                | Les voix                          |
|       | Milva                | Gianni Lacommare (it)  | Non sapevo             | Je ne savais pas                  |
|       | Aurelio Fierro       | Claudio Villa          | Occhi neri e cielo blu | Yeux noirs et ciel bleu           |
|       | Mario Abbate         | Quartetto Radar (it)   | Oggi non ho tempo      | Aujourd'hui, je n'ai pas le temps |
|       | Tony Renis           | Cocky Mazzetti (it)    | Perché, perché         | Pourquoi, pourquoi                |
|       | Tonina Torrielli     | Eugenia Foligatti (it) | Perdonarsi in due      | Se pardonner à deux               |
|       | Wilma De Angelis     | Flo Sandon's           | Se passerai di qui     | Si tu passes par ici              |
|       | Emilio Pericoli      | Sergio Bruni           | Sull'acqua             | Sur l'eau                         |
|       | Aura D'Angelo        | Arturo Testa (it)      | Tu venisti dal mare    | Tu venais de la mer               |

#### Demi-finale -2esoirée
Les chansons sont classées par titre, l'ordre des interprétations n'étant pas connu.
| Ordre | 1er interprète        | 2e interprète          | Chanson                              | Traduction                      |
| ----- | --------------------- | ---------------------- | ------------------------------------ | ------------------------------- |
|       | Claudio Villa         | Eugenia Foligatti (it) | Amor, mon amour, my love             | -                               |
|       | Gianni Lacommare (it) | Tonina Torrielli       | Com'è piccolo il cielo               | Comme le ciel est petit         |
|       | Pino Donaggio         | Cocky Mazzetti (it)    | Giovane giovane                      | Jeune, jeune                    |
|       | Ennio Sangiusto (it)  | Quartetto Radar (it)   | La ballata del pedone                | La ballade du piéton            |
|       | Wilma De Angelis      | Johnny Dorelli         | Non costa niente                     | Cela ne coûte rien              |
|       | Arturo Testa (it)     | Joe Sentieri           | Quando ci si vuol bene... (Come noi) | Quand on veut bien (comme nous) |
|       | Milva                 | Luciano Tajoli         | Ricorda                              | Souviens-toi                    |
|       | Aurelio Fierro        | Sergio Bruni           | Un cappotto rivoltato                | Un manteau retourné             |
|       | Tony Renis            | Emilio Pericoli        | Uno per tutte                        | Un pour tous                    |
|       | Mario Abbate          | Flo Sandon's           | Vorrei fermare il tempo              | Je voudrais arrêter le temps    |

#### Finale
Les chansons sont classées par résultats finaux, l'ordre des interprétations n'étant pas connu.
| Ordre | 1er interprète   | 2e interprète          | Chanson                  | Traduction              | Points | Place |
| ----- | ---------------- | ---------------------- | ------------------------ | ----------------------- | ------ | ----- |
|       | Tony Renis       | Emilio Pericoli        | Uno per tutte            | Un pour tous            | 1      | 90    |
|       | Claudio Villa    | Eugenia Foligatti (it) | Amor, mon amour, my love | -                       | 2      | 77    |
|       | Pino Donaggio    | Cocky Mazzetti (it)    | Giovane giovane          | Jeune, jeune            | 3      | 71    |
|       | Wilma De Angelis | Johnny Dorelli         | Non costa niente         | Cela ne coûte rien      | 4      | 48    |
|       | Milva            | Luciano Tajoli         | Ricorda                  | Souviens-toi            | 5      | 45    |
|       | Tonina Torrielli | Eugenia Foligatti      | Perdonarsi in due        | Se pardonner à deux     | 6      | 19    |
|       | Aurelio Fierro   | Claudio Villa          | Occhi neri e cielo blu   | Yeux noirs et ciel bleu | 7      | 16    |
|       | Emilio Pericoli  | Sergio Bruni           | Sull'acqua               | Sur l'eau               | 8      | 14    |
|       | Aura D'Angelo    | Arturo Testa (it)      | Tu venisti dal mare      | Tu venais de la mer     | 9      | 12    |
|       | Milva            | Gianni Lacommare (it)  | Non sapevo               | Je ne savais pas        | 10     | 10    |

## À l'Eurovision
Chaque jury national attribue un à cinq points à ses cinq chansons préférées.

### Points attribués par l'Italie
| 5 points | Suisse     |
| 4 points | France     |
| 3 points | Monaco     |
| 2 points | Danemark   |
| 1 point  | Luxembourg |

### Points attribués à l'Italie
| 5 points                     | 4 points                   | 3 points                       | 2 points                 | 1 point    |
| ---------------------------- | -------------------------- | ------------------------------ | ------------------------ | ---------- |
| - Danemark - Monaco - Suisse | - Luxembourg - Yougoslavie | - Belgique - Espagne - Norvège | - Finlande - Royaume-Uni | - Pays-Bas |

Emilio Pericoli interprète Uno per tutte en 6e position, après la Norvège et avant la Finlande. Au terme du vote final, l'Italie termine 3e sur 16 pays avec 37 points.